# Christian Riddersköld
Christian Adriansson Riddersköld, före adlandet 1681 Kohlmäter, född 23 maj 1648 i Västerås, död 3 september 1726 på Ryningsholm i Höreda socken, Jönköpings län, var en svensk militär.
Christian Riddersköld var son till en handelsman i Västerås. Han adopterades av råd- och handelsmannen i Stockholm Johan Kohlmäter vars namn han antog. Christian Riddersköld gick 1671 i holländsk militärtjänst, där han slutligen blev fänrik. År 1675 blev han drabant i svensk tjänst, 1678 löjtnant vid Smålands ryttare och 1679 ryttmästare vid Södra skånska kavalleriregementet. Under skånska kriget deltog han bland annat i slaget vid Halmstad, slaget vid Lund och slaget vid Landskrona. Riddersköld adlades 1681 och tog 1682 introduktion på Riddarhuset. Han blev major vid Södra skånska kavalleriregementet 1702, överstelöjtnant där 1704 och erhöll 1706 överstes avsked. Han hade då bland annat deltagit i slaget vid Kliszów. Vid danskarnas inbrott i Skåne 1709 gick han åter i tjänst som tillförordnad chef för Södra skånska kavalleriregementet som då låg förlagt i Malmö. Efter att danskarna besegrats i slaget vid Helsingborg 1710 trädde han åter ur sin tjänst. Christian Riddersköld skrev sig till Fulltofta i socknen med samma namn, Vankiva i socknen med samma namn och till Ryningsholm.